# Jim B. Tucker
Jim Tucker (Carolina do Norte, 1960) é um psiquiatra infanto-juvenil norte-americano, e professor associado em ciências neurocomportamentais na Universidade da Virgínia.
Graduou-se em psicologia e medicina pela Universidade da Carolina do Norte em Chapel Hill, com distinção Phi Beta Kappa. Seu principal foco de pesquisa são as crianças que relatam recordações de vidas anteriores, e memórias pré-natais. É autor do livro Life Before Life: A Scientific Investigation of Children’s Memories of Previous Lives (em português: “Vida Antes da Vida: Uma Pesquisa Científica das Lembranças que as Crianças Têm de Vidas Passadas”), onde descreve sua análise de mais de 40 anos de pesquisa sobre a reencarnação, contando com o apoio de Ian Stevenson.
Críticos apontam a falta de evidências para embasar a hipótese de Tucker referente à transferência de memórias e emoções após a morte, enquanto Tucker fundamenta sua teoria na mecânica quântica.

## Publicações
- Tucker JB. "Religion and medicine." [Carta] The Lancet 353:1803, 1999.
- Tucker JB. "Modification of attitudes to influence survival from breast cancer." [Comentário] The Lancet 354:1320, 1999.
- Keil HHJ, Tucker JB. "An unusual birthmark case thought to bê linked to a person who had previously died." Psychological Reports 87:1067-1074, 2000.
- Tucker JB, Keil HHJ.  "Can cultural beliefs cause a gender identity disorder?" Journal of Psychology & Human Sexuality 13(2):21-30, 2001.
- Tucker JB.  "Religion and Medicine." In Medicine Across Cultures: History and Practice of Medicine in Non-Western Cultures, Selin H (ed.).  Dordrecht, The Netherlands: Kluwer Academic Publishers, 373-384, 2003.
- Tucker JB.  "Reincarnation." In Macmillan Encyclopedia of Death and Dying, Kastenbaum R (ed.). New York: Macmillan Reference USA, 705-710, 2003.
- Keil HHJ & Tucker JB. "Children who claim to remember previous lives: Cases with written records made before the previous personality was identified." Journal of Scientific Exploration, 19(1):91-101, 2005.
- Sharma P & Tucker JB. "Cases of the reincarnation type with memories from the intermission between lives." Journal of Near-Death Studies, 23(2):101-118, 2005.
- Tucker JB. "Juvenile-onset bipolar disorder?" [Carta] Journal of the American Academy of Child and Adolescent Psychiatry, 44(10):966, 2005.
- Tucker JB. Life Before Life: A Scientic Investigation of Children's Memories of Previous Lives, New York: St. Martin's Press, 2005, 256 págs. ISBN 0-312-32137-6
- Pasricha SK, Keil J, Tucker JB, Stevenson I. "Some bodily malformations attributed to previous lives." Journal of Scientific Exploration, 19(3):359-383, 2005.
- Tucker, J.B.  "Children's reports of past-life memories: A review." EXPLORE: The Journal of Science and Healing, 4(4):244-248, 2008.
- Tucker JB & Keil HHJ. "Experimental birthmarks: New cases of an Asian practice. International Journal of Parapsychology, em processo de publicação.